# Списък на танковите дивизии на Вермахта
Този статия представлява списък на танковите дивизии, сформирани и използвани от Нацистка Германия по време на Втората световна война.

## Вермахт
- 1-ва танкова дивизия
- 2-ра танкова дивизия
- 3-та танкова дивизия
- 4-та танкова дивизия
- 5-а танкова дивизия
- 6-а танкова дивизия
- 7-а танкова дивизия
- 8-а танкова дивизия
- 9-а танкова дивизия
- 10-а танкова дивизия
- 11-а танкова дивизия
- 12-а танкова дивизия
- 13-а танкова дивизия
- 14-а танкова дивизия
- 15-а танкова дивизия
- 16-а танкова дивизия
- 17-а танкова дивизия
- 18-а танкова дивизия
- 19-а танкова дивизия
- 20-а танкова дивизия
- 21-ва танкова дивизия
- 22-ра танкова дивизия
- 23-та танкова дивизия
- 24-та танкова дивизия
- 25-а танкова дивизия
- 26-а танкова дивизия
- 27-а танкова дивизия
- 116-а танкова дивизия
- 155-а резервна танкова дивизия
- 178-а танкова дивизия
- 179-а резервна танкова дивизия
- 232-ра танкова дивизия „Татра“
- 233-та резервна танкова дивизия
- 273-та резревна танкова дивизия
- Танкова дивизия „Лер“
- Танкова дивизия „Клаузевиц“
- Танкова дивизия „Фелдернале 1“
- Танкова дивизия „Фелдернале 2“
- Танкова дивизия „Холщайн“
- Танкова дивизия „Ютеборг“
- Танкова дивизия „Курмарк“
- Танкова дивизия „Мучеберг“
- Танкова дивизия „Норвеген“
- Танкова дивизия „Шлесайн“
- Танкова дивизия „Гросдойчланд“

## Вафен-СС
- 1-ва СС танкова дивизия Лайбщандарт СС Адолф Хитлер
- 2-ра СС танкова дивизия Дас Райх
- 3-та СС танкова дивизия Тотенкопф
- 5-а СС танкова дивизия Викинг
- 9-а СС танкова дивизия Хоенщауфен
- 10-а СС танкова дивизия Фрунсдберг
- 12-а СС танкова дивизия Хитлерюгенд

## Луфтвафе
- Танково-парашутна дивизия „Херман Гьоринг“